# Bohuslava Kecková
Bohuslava Kecková (18. března 1854 Bukol – 17. října 1911 Kostomlaty nad Labem) byla historicky první česká lékařka. 

## Životopis

### Mládí a studium
Bohuslava se narodila ve vísce Bukol na Mělnicku jako prostřední ze tří dětí. Její otec zdědil statek, ten brzy prodal a rodina se přestěhovala do Karlína. Otec se stal prosperujícím podnikatelem.
Bohuslava absolvovala v 16 letech Vyšší dívčí školu v Praze s vyznamenáním. Vzhledem ke svému nadání získala „zvláštní ministerské povolení“ a složila zkoušky z nižších tříd na malostranské městské střední škole, kam mohli docházet jen chlapci. Zde složila také maturitní zkoušku 24. července 1874, na kterou se připravovala doma při soukromé výuce. Stala se první ženou s maturitou v českých zemích.
Pražská Karlo-Ferdinandova univerzita v době, kdy se rozhodla pro studium lékařství, ženy nepřijímala. Na přednášce Jana Evangelisty Purkyně v Americkém klubu dam se seznámila s krajankou Annou Bayerovou, obě se rozhodly pro studium ve Švýcarsku. V říjnu 1874 byla imatrikulována na curyšské lékařské fakultě. Studovala velmi dobře, proto byla v posledním ročníku jmenována asistentkou na ženském oddělení interní kliniky curyšské nemocnice. Dne 4. srpna 1880 promovala jako 22. žena – absolventka curyšské lékařské fakulty a první Češka s titulem Dr. med. Doktorát obhájila s chirurgickou prací o řešení zvětšené štítné žlázy Über Strumabronchotomien. Ein Beitrag zur Statistik. Dva roky byla asistentkou profesora Edmunda Rosehona na chirurgickém oddělení a u profesora Huguenina na oddělení vnitřních nemocí.

### Lékařka a učitelka
V Praze chtěla začít vykonávat lékařskou praxi, ale úřady neuznávaly doktorát ze zahraničí. Bohuslava Kecková byla finančně zajištěna dědictvím, ale chtěla si otevřít vlastní praxi. V roce 1882 požádala o zápis na seznam pražských lékařů k provozování lékařské praxe. Po vleklých sporech s ministerstvem i Nejvyšším soudním dvorem ve Vídni jí byla praxe zamítnuta. Absolvovala babický (gynekologický) kurz na vídeňské lékařské fakultě a v roce 1883 začala pracovat jako porodní asistentka v Karlíně a později v Praze. Její praxe se stala rozsáhlou a úspěšnou.
Počátkem roku 1893 Bohuslava Kecková odjela do Mostaru (v té době pod rakousko-uherskou nadvládou) ošetřovat muslimské ženy, neboť muži je nesměli léčit. Léčila ve městě i na venkově. Zpočátku musela překonávat velkou nedůvěru. Byla jí svěřena do péče mladá žena významného tureckého muftiho Ali Fehmiho Džabiće a po jejím úspěšném vyléčení si postupně získávala důvěru Bosenských muslimek i Srbek. Například absolvovala na koni a v doprovodu četníků šestitýdenní cestu, při níž zkoumala syfilis u žen.
Její bosenský přínos nespočívá pouze v lékařské činnosti. Učila čtení, psaní, ruční práce. Vedla místní obyvatele ke správné životosprávě a správné hygieně. Od školního roku 1900–1901 učila v chorvatštině zdravotní výchovu na vyšší dívčí škole v Mostaru. V lednu 1896 byla definitivně ustanovena sarajevskou vládou za zemskou lékařku pro Bosnu a Hercegovinu. Také zasedala v mostarské zdravotní komisi.
Svoji šestitýdenní dovolenou trávila každoročně u své sestry v Kostomlatech nad Labem. V roce 1899 se zúčastnila Světové výstavy v Paříži. Ještě v tomto roce, až do září roku 1900, neměly ženy v Rakousko-Uhersku povoleno řádné studium na fakultách lékařství a farmacie v monarchii.

### Publikační činnost
Bohuslava Kecková vedla pravidelnou korespondenci s Eliškou Krásnohorskou, jejímiž častými tématy byla ženská emancipace a gymnázium Minerva. Pravidelně odebírala většinu dobových periodik, jako byly Národní listy, Ženské listy, Lada, Časopis lékařů českých a další. Udržovala si tak přehled o dění v monarchii a prostřednictvím článků se k medicíně pravidelně vyjadřovala a podávala zprávy o svém působení.
V časopisu Lada publikovala sérii článků: O výživě, O pohybu a zaměstnání (série článků o vztahu výuky, práce, pohybu a zdraví), Škodlivý utišující prostředek v útlém dětském věku, Einsiedel ve Švýcarsku (cestopisná reportáž na pokračování), O zdraví a výživě (složeno z jednotlivých článků: Potrava z říše živočišstva, Potrava z říše rostlinstva a Tekutá potrava). V roce 1910 zde vydala článek Z činnosti Dr. Bohuslavy Keckové.
V Ženských listech vyšly články: O ošetřování nemocných v domácnostech, Z desítileté činnosti lékařské (série článků nejen o lékařské činnosti v Mostaru).
Popularizační texty publikovala i v místním tisku, například roku 1909 vydala v chorvatštině v listu Osvit texty O tuberkulose plic, O pití, O správné výživě.

### Ocenění
Přednášku „O zkušenostech MUDr. Keckové“ přednesla roku 1889 v Americkém klubu dam v Praze Anna Heroldová.
Dlouhodobé snahy Bohuslavy Keckové byly oceněny. Dne 1. října 1899 obdržela od rakousko-uherského ministerstva pochvalu. Po sedmileté lékařské praxi byla oceněna i rakousko-uherskou vládou, která jí přispěla také peněžitým příspěvkem 100 zlatých. V Mostaru byla Kecková respektována již dříve, ale pochvala z Vídně pro ni byla velmi důležitá.
Věnceslava Lužická, redaktorka Lady, v níž Kecková publikovala, jí věnovala svůj román Starosvětská: „Slovutné slečně Dr. Bohuslavě Keckové, státní lékařce v Mostaru v důkaz obdivu a přátelské úcty věnováno“.

### Nemoc

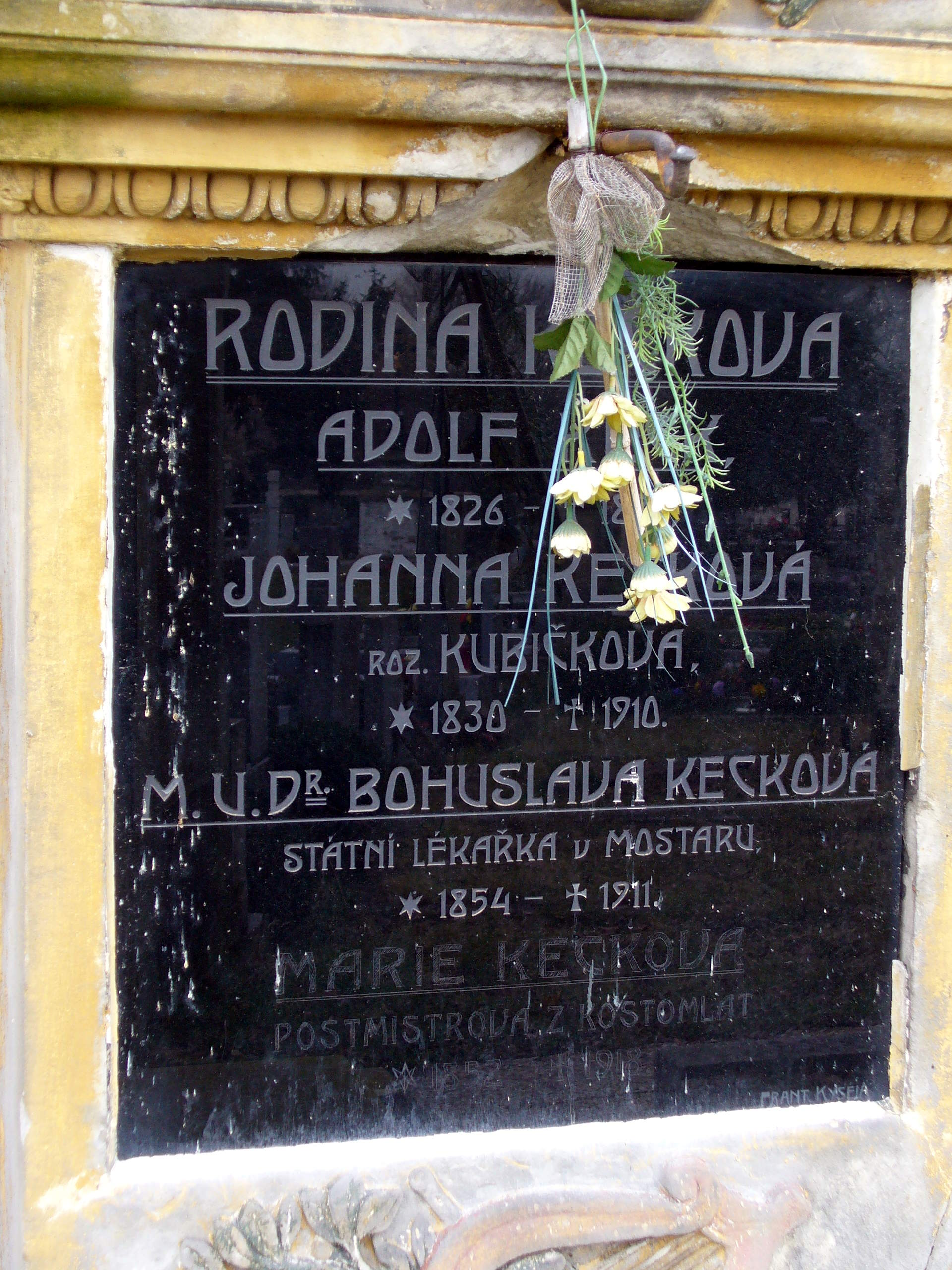
Hrob Bohuslavy Keckové v Kostomlatech nad Labem

V Bosně strávila Bohuslava Kecková 18 let. V pozdějších letech, když onemocněla cukrovkou, využívala svou dovolenou k léčebným pobytům v Karlových Varech. Poslední pobyt přerušila a odjela k sestře do Kostomlat nad Labem, kde zemřela 17. října roku 1911.